# Mara Mattuschka

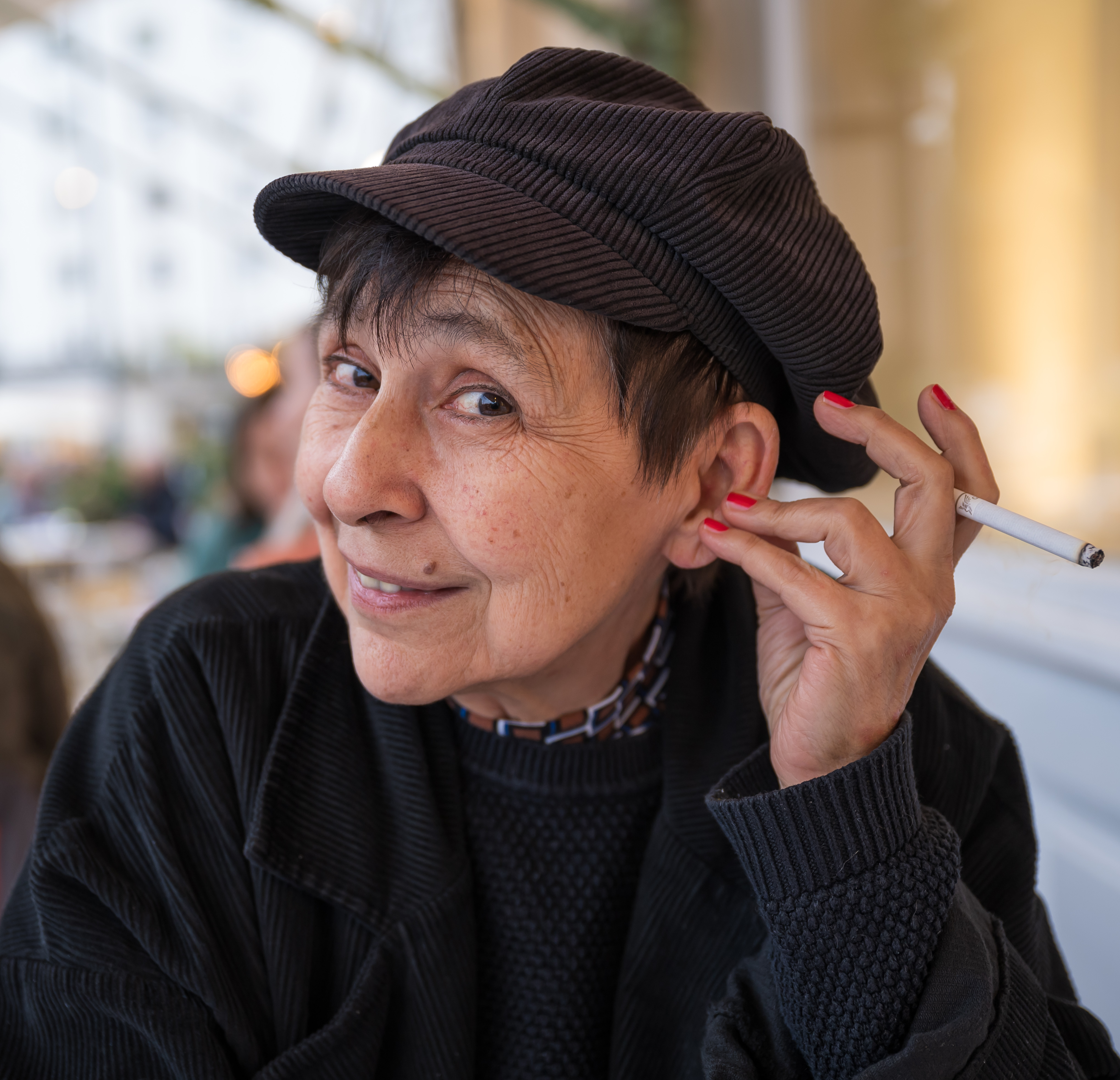
Mara Mattuschka 2024 in Wien

Mara Mattuschka (* 22. Mai 1959 in Sofia) ist eine österreichische Filmregisseurin, Theaterautorin, Theaterregisseurin, Performancekünstlerin, Malerin, Schauspielerin, Sängerin und Kunstfigur.

## Leben und Wirken
In Bulgarien aufgewachsen, lebt Mara Mattuschka seit 1976 in Wien. Hier studierte sie Ethnologie und Sprachwissenschaft sowie ab 1983 Malerei und Animationsfilm bei Maria Lassnig an der Hochschule für angewandte Kunst. Dieses Studium schloss sie mit dem Akademischen Grad Magister (Mag.art.) ab. 1994 war sie als Professorin für „Freie Kunst“ an der Hochschule für Bildende Künste Braunschweig tätig. Von 2003 bis 2011 war sie Lehrbeauftragte an der Universität für künstlerische und industrielle Gestaltung Linz.

Sie nahm an zahlreichen Filmfestivals wie der Berlinale, den Kurzfilmtagen Oberhausen, der Diagonale, der Viennale, der IFFR Rotterdam, teil. Retrospektiven ihrer Filme liefen unter anderem bei Vienna Independent Shorts 2006, im Rahmen der Diagonale 2009, in Tampere, Film Anthology NYC, Zagreb, Prag, Tokyo, Rio de Janeiro, Oberhausen etc.

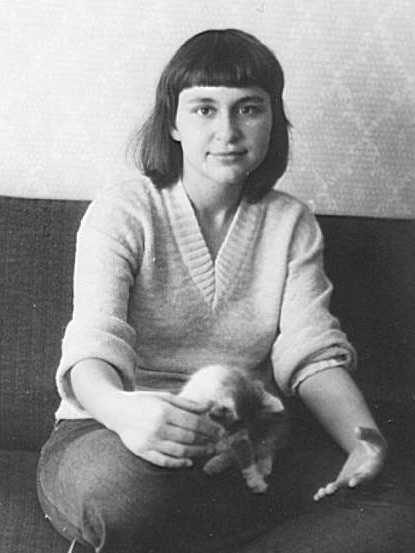
Mara Mattuschka, ca. 1980

Mara Mattuschka arbeitete eng mit den Künstlern der Meisterklasse Lassnig, mit Michael Petrov (Michael Mattuschka, Film), mit Franz Blaas und Bernhard Winkler (Performance, Oper), mit Hans Werner Poschauko und Andreas Karner (Performance, Film, „Die Huzzis“), mit Ulrike Zimmermann (Film), mit Cynthia Schwertsik und Elizabeth McGlynn (Salon Beauty Free), mit Gabrielle Szekatsch und Si.Si.Klocker (Cabinet 9), mit Chris Haring und Liquid Loft (Filme, Performance), mit Reinhard Jud (Dramaturgie, Coregie), Sepp Nermuth (Kamera), Christoph Parzer (Regie Assistenz) und Dominik Danner (Lichtdesign) zusammen.
Von 1986 bis 1989 entstand der Episodenspielfilm Loading Ludwig anlässlich der hundertsten Wiederkehr des Geburtstags von Ludwig Wittgenstein.
Als Performance-Künstlerin verwendet sie oft die Pseudonyme Mimi Minus, Madame Ping Pong, Mahatma Gobi, Ramses II.

## Filmografie (Auswahl)
- 1983: Gebet
- 1983: Kammeropern
- 1983: Moody Blues
- 1984: Leibesgeschichten
- 1984: NabelFabel
- 1984: Tagesmenü
- 1985: Grüße aus Wien
- 1985: Kugelkopf
- 1985: Parasympathica
- 1985: Der Untergang der Titania
- 1986: Furchtbar-schrecklich
- 1986: Midas
- 1986: Pascal – Gödel
- 1986: Die Schule der Ausschweifung
- 1986: Les Miserables
- 1986: Loading Ludwig
- 1986: Rosa Alexander
- 1987: Das 1x1 des glücklichen Lebens
- 1987: Es hat mich sehr gefreut
- 1987: Kaiser Schnitt
- 1987: m2
- 1987: Mein Kampf
- 1987: Die vollkommene Bedeutungslosigkeit der Frau für die Musikgeschichte
- 1989: Der Einzug des Rokoko ins Inselreich der Huzzis
- 1993: Der Schöne, die Biest
- 1993: S.O.S. Extraterrestria
- 1994: Suvlaki ist Babylon: komm, iss mit mir
- 1996: Die Unbilden des Schicksals
- 1997: Unternehmen Arschmaschine
- 2003: ID
- 2004: Plasma
- 2005: Comeback
- 2005: Legal Errorist
- 2006: Königin der Nacht
- 2007: Part Time Heroes
- 2008: Running Sushi
- 2009: Burning Palace
- 2011/12: QVID TVM
- 2012/13: Perfect Garden
- 2014/15: Stimmen
- 2018: Phaidros

## Preise (Auswahl)
- Preis der Stadt Wien für Bildende Kunst 2010
- Stuttgarter Filmwinter 2009: Publikumspreis (für Running Sushi)
- Diagonale-Preis für innovatives Kino 2009 (für Running Sushi)
- Österreichischer Würdigungspreis für Filmkunst 2004
- Diagonale-Preis für innovatives Kino 2003 (für ID)
- Dresden Film Festival 1994: Bester Film (für S.O.S. Extraterrestria)
- Adolf-Schärf-Preis für Wissenschaft und Kunst
- Filmpreis des Vereines FC Gloria – Frauen Vernetzung Film[6][7]